# 宋子環
宋子環（1382年—1433年），字文莹，号梁園、莹庵，江西廬陵人。明朝初期政治人物。

## 生平
永乐二年（1404年）甲申科二甲第二名进士，改庶吉士，授吏部考功郎中。明仁宗即位，授梁府右長史，改为越府。其行事淡薄名利，有贤能。宣德年间，卒于任。
存有《词林稿》、《南行稿》等。